# Sandhøns
Sandhøns (Pteroclidae) er en familie af fugle, der er udbredt i Eurasien og Afrika.

## Systematik
- Orden Sandhøns Pterocliformes
  - Familie Sandhøns Pteroclidae
    - Slægt Syrrhaptes
      - Tibetansk steppehøne, S. tibetanus 
      - Steppehøne, S. paradoxus 

    - Slægt Pterocles
      - Spidshalet sandhøne,  P. alchata 
      - Kapsandhøne, P. namaqua
      - Brunbuget sandhøne,  P. exustus
      - Plettet sandhøne, P. senegallus 
      - Sortbuget sandhøne,  P. orientalis 
      - Kronet sandhøne,  P. coronatus 
      - Gulstrubet sandhøne, P. gutturalis 
      - Gråstrubet sandhøne, P. burchelli 
      - Madagaskarsandhøne,  P. personatus 
      - Hvidbrystet sandhøne, P. decoratus 
      - Lichtensteins sandhøne, P. lichtensteinii 
      - Tobåndet sandhøne, P. bicinctus 
      - Indisk sandhøne, P. indicus 
      - Firebåndet sandhøne, P. quadricinctus